# Contea di Walcha
La contea di Walcha è una Local Government Area che si trova nel Nuovo Galles del Sud. Essa si estende su una superficie di 6.267 chilometri quadrati e ha una popolazione di 3.299 abitanti. La sede del consiglio si trova a Walcha.